# Andalucía-Paul Versan/2006
Deze pagina geeft een overzicht van de Andalucia-Paul Versan-wielerploeg in 2006.

## Algemeen
Sponsors: Andalusië, Paul Versan (horlogemaker)
Algemeen manager: Antonio Cabello
Ploegleiders: Antonio Cabello, Juan Martinez
Fietsmerk: Spiuk

## Renners
| Naam                    | Geboortedatum | Nationaliteit | Ploeg 2004                 |
| ----------------------- | ------------- | ------------- | -------------------------- |
| Augustin Alonso         | 05-01-1980    | Spanje        | Comunidad Valenciana-Elche |
| Francisco Cabello       | 20-05-1969    | Spanje        | Comunidad Valenciana-Elche |
| Ángel Edo               | 04-08-1970    | Spanje        | Saunier Duval-Prodir       |
| Adolfo García Quesada   | 27-09-1979    | Spanje        | Comunidad Valenciana-Elche |
| David Gutiérrez         | 04-02-1981    | Spanje        | Neo                        |
| Efrain Gutierrez        | 04-06-1980    | Spanje        |                            |
| Francisco José Lara     | 25-02-1977    | Spanje        | T-Mobile Team              |
| Pedro Luis Marichalar   | 06-03-1980    | Spanje        | Neo                        |
| Francisco José Martínez | 14-05-1983    | Spanje        |                            |
| Juan Olmo               | 05-03-1978    | Spanje        | Duja-CC Tavira             |
| Manuel Ortega           | 07-07-1981    | Spanje        | Neo                        |
| Luis Pérez Romero       | 25-12-1980    | Spanje        | Relax-Fuenlabrada          |
| Jaume Rovira            | 03-11-1979    | Spanje        |                            |
| José Ruiz               | 19-10-1980    | Spanje        |                            |
| Mario Sanchez           | 07-09-1979    | Spanje        | Neo                        |
| Manuel Vázquez Hueso    | 31-03-1981    | Spanje        | Neo                        |

## Belangrijke overwinningen
| Ruta del Sol 1e etappe: Adolfo Garcia Quesada Ronde van Castilië en León 1e etappe: Ángel Edo Ronde van La Rioja 3e etappe: Manuel Vázquez Hueso Ronde van Catalonië 2e etappe: Luis Pérez Romero 5e etappe: Adolfo Garcia Quesada GP Llodio Jaume Rovira Ronde van Chihuahua 1e etappe: Luis Pérez Romero 3e etappe: Luis Pérez Romero Eindklassement Luis Pérez Romero |

2005 · 2006 · 2007 · 2008 · 2009 · 2010 · 2011 · 2012 · 2013